# Ruine Alt Rued
Die Ruine Alt Rued ist eine ehemalige Turmburg aus dem 11. Jahrhundert. Sie liegt in der Gemeinde Schlossrued im Schweizer Kanton Aargau. Sie befindet sich auf einem kleinen Hügel gegenüber dem Schloss Rued.

## Geschichte
Im Jahre 1160 wurden in den Acta Murensia erstmals die namensgebenden Herren von Ruoda erwähnt, durch die Alt Rued seinen Namen erhielt. Der Ortsname Alt Rued stammt vom althochdeutschen Wort «Ruoderahuab», was so viel wie «beim Ruderbach» bedeutet. Es ist also ein Gewässer, das durch Rudern überquert werden kann. Die Herren von Rued waren ein Ministerialengeschlecht der Grafen von Kyburg, ab 1273 der Habsburger. Die ursprünglich wohl dem Adelsstand der Edelfreien angehörige Familie verfügte im Ruedertal über eine geschlossene Grundherrschaft. Wahrscheinlich schon im 11. oder 12. Jahrhundert gaben sie ihre Stammburg Alt-Rued auf und zogen auf die andere Talseite in das neue Schloss Rued.
Diese neue Burg und späteres Schloss wurde bereits erbaut, als die Herren von Ruoda noch die alte Burg nutzten. Spätestens im 12. Jahrhundert entschieden sie sich dann zum endgültigen Sitzwechsel, während sie die alte Burg ihrem Schicksal überliessen. Die Herren von Ruoda starben in der zweiten Hälfte des 14. Jahrhunderts aus. Die alte Burg fand im Verlaufe der Jahrhunderte doch noch ihren Nutzen. Steine und andere Materialien der Burg wurden im 18. Jahrhundert zum Ausbau der Siedlung im Tal genutzt. Die Burg wurde jedoch nicht komplett abgetragen, wodurch es Archäologen gelang, die ursprünglichen Dimensionen ziemlich genau zu ermitteln. Im Jahre 1949 wurden die Überreste der Burg durch die Vereinigung für Heimatkunde Suhrental teils ausgegraben und in den Jahren darauf konserviert. Eines der wenigen Dokumente, die von der alten Burg übrigblieben, beinhaltete eine detaillierte Zeichnung aus dem 18. Jahrhundert.
Die Vereinigung für Heimatkunde Suhrental konnte diese Zeichnung mit der Ausgrabung vergleichen und stellte fest, dass diese sich deckten. Im Jahre 2008 wurde die Burg nochmals saniert. Heute sind nur noch wenige Überreste aufzufinden, welche ihre ursprünglichen Dimensionen jedoch gut sichtbar machen. Die Burg von Alt Rued steht heute ungefähr 600 m vom neuen Schloss entfernt. Erhalten sind nur Reste der Grundmauern.

## Gebäude
Vermutlich schon im 11./12. Jahrhundert bestand auf der Hügelkuppe eine erste vermutlich aus Holz gebaute Burg, deren Ausdehnung heute noch durch künstlich angeböschte Geländekanten erkennbar ist. Diese wurde wohl mit einer steinernen Turmburg später überbaut.
Archäologen gehen davon aus, dass der Wohnturm eine Seitenlänge von 11,2 bis 12,5 m hatte und mit 1,85 m dicken Mauern versehen wurde. An die östliche Mauer schloss sich in schiefem Winkel eine Kapelle mit einer Apsis am Ende an. Die westliche Seite wurde zerstört und abgetragen aufgefunden und konnte daher nicht mit voller Genauigkeit nachkonstruiert werden. Mit Sicherheit konnte bestimmt werden, dass das kleine Bergkapelle älter als der Turm sein muss. Im Innern des Turmes fand sich ein nach unten zu verengender, künstlich in Stein gebauten Schacht von 9 m Tiefe, der sicher nicht als Sod gedient hat. Da keine Ziegelreste gefunden wurden, muss angenommen werden, dass Turm und Kapelle mit Schindeln gedeckt waren.